# Sekundærrute 513
De Sekundærrute 513 is een secundaire weg in Denemarken. De weg loopt van Hove via Lemvig en Struer naar Herrup. De Sekundærrute 513 loopt door Midden-Jutland en is ongeveer 52 kilometer lang.